# Asadipus mountant
Asadipus mountant är en spindelart som beskrevs av Norman I. Platnick 2000. Asadipus mountant ingår i släktet Asadipus och familjen Lamponidae.
Artens utbredningsområde är Western Australia. Inga underarter finns listade i Catalogue of Life.